# Felix Finkbeiner
Felix Finkbeiner, nascut com a Felix Maximilian Finkbeiner (Múnic, 8 d'octubre de 1997) és un ecologista i activista per la defensa del medi ambient alemany.
Ajudat per la seva família, el 2007 participà en la creació de la Iniciativa Infantil Planta pel Planeta (Plant-for-the-Planet), per tal de plantar 1 milió d'arbres a cada país del món. Al febrer del 2011, explicà el seu objectiu davant l'Assemblea General de les Nacions Unides. El seu lema des d'aleshores és: “Para de parlar, comença a plantar”. Des que, amb 9 anys, va fer un treball a l'escola sobre el canvi climàtic, des d'aleshores, ha impartit més d'un centenar de conferències arreu del món per explicar com els nens també poden contribuir a millorar el planeta amb la plantació d'arbres.